# Canton d'Orléans-Saint-Marc-Argonne
Ne doit pas être confondu avec canton d'Orléans-4.
Le canton d'Orléans-Saint-Marc-Argonne est une ancienne division administrative française située dans le département du Loiret en région Centre-Val de Loire.
Le canton d'Orléans-Saint-Marc ou canton d'Orléans-IV (ancienne dénomination) est créé avec le décret du 23 juillet 1973.
Le canton prend sa dénomination Saint-Marc-Argonne en 1982.
Le canton est supprimé à la suite du redécoupage de 2015.

## Histoire
À la suite du décret du 23 juillet 1973, le canton d’Orléans-Nord-Est est divisé en deux cantons : le canton d'Orléans-Saint-Marc (ou Orléans-IV) et le Saint-Jean-de-Braye.
Avec le décret du 25 janvier 1982, le canton de Saint-Marc est remanié et renommé canton de Saint-Marc-Argonne, du nom du quartier orléanais de l'Argonne.

### Liste des conseillers généraux successifs
| Période                                  | Période | Identité               | Étiquette               | Qualité |
| ---------------------------------------- | ------- | ---------------------- | ----------------------- | --- |
| 1973                                     | 1976    | Jean Grosbois          | UDSR puis RGR puis Rad. | Médecin Conseiller général du canton d'Orléans-Nord-Est (1945-1973) Adjoint au Maire d'Orléans                      |
| 1976                                     | 1982    | M. Chabot              | DVD                     | Conseiller municipal d'Orléans                                                                                      |
| 1982                                     | 1988    | Michel de La Fournière | PS                      | Professeur agrégé d'histoire - Diplomate Président de l'UNEF (1956-1957) Conseiller municipal d'Orléans (1983-1988) |
| 1988                                     | 2001    | Guy Civil              | PS                      | Médecin Adjoint au maire d'Orléans (1989-2001)                                                                      |
| 2001                                     | 2008    | Grégoire Mallein       | UDF-RAD                 | Avocat |
| 2008                                     | 2015    | Micheline Prahecq      | PS                      | Professeure retraitée Adjointe au maire d'Orléans (1989-2001)                                                       |
| Les données manquantes sont à compléter. |         |                        |                         | |

### Résultats électoraux détaillés
- Élections cantonales de 2001 : Grégoire Mallein (UDF) est élu au 2e tour avec 55,14 % des suffrages exprimés, devant Guy Civil (PS) (44,86 %). Le taux de participation est de 52,57 % (4 489 votants sur 8 539 inscrits)[4].
- Élections cantonales de 2008 : Micheline Prahecq   (PS) est élue au 2e tour avec 56,24 % des suffrages exprimés, devant Grégoire  Mallein  (Divers droite) (43,76 %). Le taux de participation est de 54,58 % (5 166 votants sur 9 465 inscrits)[5].

## Géographie

### Composition
Le canton d'Orléans-Saint-Marc-Argonne se compose d’une fraction de la commune d'Orléans. Il compte 18 188 habitants (population municipale) au 1er janvier 2012.
| Nom                 | Code Insee | Intercommunalité  | Population (dernière pop. légale)                |
| ------------------- | ---------- | ----------------- | ------------------------------------------------ |
| Orléans (chef-lieu) | 45234      | Orléans Métropole | Fraction : 18 188(2012) Commune : 114 977 (2014) |

### Démographie
En 2012, le canton comptait 18 188 habitants.
| 1982 | 1990   | 1999   | 2006   | 2011   | 2012   |
| ---- | ------ | ------ | ------ | ------ | ------ |
| -    | 17 125 | 17 701 | 17 730 | 18 031 | 18 188 |